# Matías Ezequiel Gómez
Matías Ezequiel Gómez (San Luis, Argentina, 25 de noviembre de 2005) es un futbolista argentino que actualmente juega como mediocampista en el Talleres de la Primera División de Argentina.

## Trayectoria
Nació en San Luis, Argentina el 13 de noviembre del 2005, a temprana edad comenzó sus pasos en el fútbol en las inferiores de Estudiantes de San Luis.

### Inferiores
Matías Gómez se formó en las divisiones juveniles de Estudiantes de San Luis antes de unirse al Club Atlético Talleres.

### Club Atlético Talleres
Gómez pasó al Club Atlético Talleres, donde continuó su desarrollo en el equipo de reserva antes de ser promovido al primer equipo en 2023.